# Van Vleck Lecture
Die Van Vleck Lectures (Abigail and John Van Vleck Lectures) sind eine Auszeichnung und Vorlesungsreihe an der University of Minnesota, zu der Physiker von internationalem Ruf eingeladen werden. Sie ist nach dem Nobelpreisträger John Hasbrouck Van Vleck benannt, der früher an der University of Minnesota lehrte. Die Vorlesungsreihe wurde 1980 von seiner Witwe Abigail gestiftet und besteht seit 1983.

## Vortragende
Mit Titel des Vortrags:
- 1983 Philip Warren Anderson And Just Exactly What Do You Do Dr. Anderson?
- 1984 William A. Fowler The quest for the origin of elements
- 1985 Brebis Bleaney Magnetism at large
- 1986 Klaus von Klitzing Applications of the Quantum Hall Effect
- 1987 Murray Gell-Mann Is everything in the universe composed of superstrings?
- 1988 John Bardeen Superconductivity: History and recent developments, Nicolaas Bloembergen The Science and Technology of Directed Energy Weapons in SDI
- 1989 Leon Max Lederman Inner and outer space, Stephen Hawking Imaginary Time, Leo Kadanoff Snatching Chaos from Order, Sheldon Glashow The Challenge in Particle Physics
- 1990 Charles H. Townes, Karl Alexander Müller
- 1991 Wolfgang Paul Experiments with Stored Neutrons: Measurements of Lifetime and Weight
- 1992 Ben Mottelson Development of Ideas About Atomic Nuclei
- 1993 Frank J. Low The physics of infrared astronomy
- 1994 Victor Weisskopf Water Waves, Leaky Ceilings and the Height of Mountain, Robert B. Laughlin More is different – the theory of everything
- 1995 Paul Chu The path of no resistance: past, present and future
- 1996 Freeman Dyson New Directions in Physics
- 1997 Pierre Gilles de Gennes Dynamics of Wetting and Dewetting: Hydroplaning of Cars, Offset Printing and the Treatment of Vineyards, Charles P. Slichter 50 Years of Surprises: Nuclear Magnetic Resonance, a Scientific Evergreen
- 1998 Charles F. Stevens How the Brain Computes
- 1999 Douglas Osheroff Superfluidity in Helium Three: The Discovery Though the Eyes of a Graduate Student
- 2000 Yakir Aharonov The Case for the Next Revolution in Physics
- 2001 James W. Cronin Some Episodes in the History of Cosmic Rays
- 2002 Horst Störmer Fractional Charges and Other Tales from Flatland
- 2003 John N. Bahcall How does the Sun Shine?
- 2004 Steven Chu Holding on to Atoms and Molecules with Lasers: From Atomic Clocks to Watching Biomolecules Move
- 2005 Wolfgang Ketterle Bose-Einstein Condensates: the Coldest Matter in the Universe
- 2006 Anthony J. Leggett Does the Everyday World Really Obey Quantum Mechanics?
- 2007 Barry C. Barish Probing Einstein's Universe
- 2008 David Gross The Coming Revolutions in Fundamental Physics
- 2009 Albert Fert Spintronics: electrons, spins, computers and telephones
- 2011 Anton Zeilinger Quantum Games, Quantum Information, and the Foundations of Quantum Mechanics
- 2012 Mildred Dresselhaus The Promise of Nanomaterials for Thermoelectric Applications
- 2013 Andre Geim A Random Walk to Graphene
- 2014 Donald A. Gurnett The Epic Journey of Voyager 1 into Interstellar Space
- 2015 Margaret Geller Click: The 3D Universe
- 2016 Arthur McDonald A deeper understanding of the universe from 1,2 miles underground
- 2017 Philip Kim Stacking atomic layers: quest for new materials and physics
- 2019 Robert Kennicutt The Cosmic Ecosystem: Connecting the Life Cycles of Stars, Galaxies, and the Universe
- 2022 William Unruh Quantum Mechanics in the Detection of Gravitational Waves
- 2024 Paul Chaikin Artificial Life, Self-replication, Exponential growth, Directed evolution, Nano-Architecture, DNA Activated NanoMachines.